# Astragalus ahouicus
Astragalus ahouicus är en ärtväxtart som beskrevs av Ahmed Ahmad Parsa. Astragalus ahouicus ingår i släktet vedlar, och familjen ärtväxter. Inga underarter finns listade i Catalogue of Life.